# Мацумото Рютаро
Мацумото Рютаро  (яп. 松本 隆太郎, 16 січня 1986, Тійода, префектура Ґумма) — японський борець, олімпійський медаліст, призер чемпіонату світу та Азійських ігор.
Боротьбою займається з 1992 року.

## Спортивні результати на міжнародних змаганнях

### Виступи на Олімпіадах
| Змагання                    | Збірна | Вагова категорія                 | Місце  |
| --------------------------- | ------ | -------------------------------- | ------ |
| Літні Олімпійські ігри 2012 | Японія | греко-римська боротьба, до 60 кг | Бронза |

### Виступи на Чемпіонатах світу
| Змагання                        | Збірна | Вагова категорія                 | Місце  |
| ------------------------------- | ------ | -------------------------------- | ------ |
| Чемпіонат світу з боротьби 2009 | Японія | греко-римська боротьба, до 60 кг | 8      |
| Чемпіонат світу з боротьби 2010 | Японія | греко-римська боротьба, до 60 кг | Срібло |
| Чемпіонат світу з боротьби 2011 | Японія | греко-римська боротьба, до 60 кг | 32     |

### Виступи на Чемпіонатах Азії
| Змагання                       | Збірна | Вагова категорія                 | Місце |
| ------------------------------ | ------ | -------------------------------- | ----- |
| Чемпіонат Азії з боротьби 2007 | Японія | греко-римська боротьба, до 60 кг | 5     |

### Виступи на Азійських іграх
| Змагання           | Збірна | Вагова категорія                 | Місце  |
| ------------------ | ------ | -------------------------------- | ------ |
| Азійські ігри 2010 | Японія | греко-римська боротьба, до 60 кг | Бронза |
| Азійські ігри 2014 | Японія | греко-римська боротьба, до 66 кг | Срібло |

### Виступи на інших змаганнях
| Змагання                                                     | Збірна | Вагова категорія                 | Місце  |
| ------------------------------------------------------------ | ------ | -------------------------------- | ------ |
| Міжнародний меморіал Дейва Шульца 2005                       | Японія | греко-римська боротьба, до 60 кг | Бронза |
| Міжнародний меморіал Дейва Шульца 2006                       | Японія | греко-римська боротьба, до 60 кг | Бронза |
| Чемпіонат світу з боротьби серед студентів 2006              | Японія | греко-римська боротьба, до 60 кг | 5      |
| Міжнародний меморіал Дейва Шульца 2010                       | Японія | греко-римська боротьба, до 60 кг | Срібло |
| Золотий Гран-прі з боротьби 2010 (Тбілісі)                   | Японія | греко-римська боротьба, до 60 кг | 9      |
| Золотий Гран-прі з боротьби 2012 (Стамбул)                   | Японія | греко-римська боротьба, до 60 кг | Бронза |
| Олімпійський кваліфікаційний турнір з боротьби 2012 (Астана) | Японія | греко-римська боротьба, до 60 кг | Срібло |
| Гран-прі FILA 2015                                           | Японія | греко-римська боротьба, до 66 кг | 14     |

### Виступи на змаганнях молодших вікових груп
| Змагання                                      | Збірна | Вагова категорія                 | Місце |
| --------------------------------------------- | ------ | -------------------------------- | ----- |
| Чемпіонат Азії з боротьби серед юніорів 2005  | Японія | греко-римська боротьба, до 60 кг | 6     |
| Чемпіонат світу з боротьби серед юніорів 2006 | Японія | греко-римська боротьба, до 60 кг | 6     |